# Irvine Clifton Gardner
Irvine Clifton Gardner (1889–1972) fue un físico estadounidense.

## Semblanza
Gardner se incorporó en 1921 a la Agencia Nacional de Estándares y en 1950 fue nombrado jefe de la División de Óptica y Meteorología. Fue presidente de la Sociedad Óptica Estadounidense en 1958.
Su trabajo se desarrolló centrado en la óptica y en el campo de la espectroscopia, publicando numerosos artículos sobre óptica.

## Premios y honores
- En 1954 recibió la Medalla Frederic Ives de la Sociedad Óptica Estadounidense, y en 1955fue nombrado miembro de la Sociedad de las Ciencias de la Imagen y de la Tecnología.
- La Ensenada Gardner en la Antártida fue denominada así en su honor.
- El cráter lunar Gardner lleva este nombre en su memoria.